# Крепость Гормас

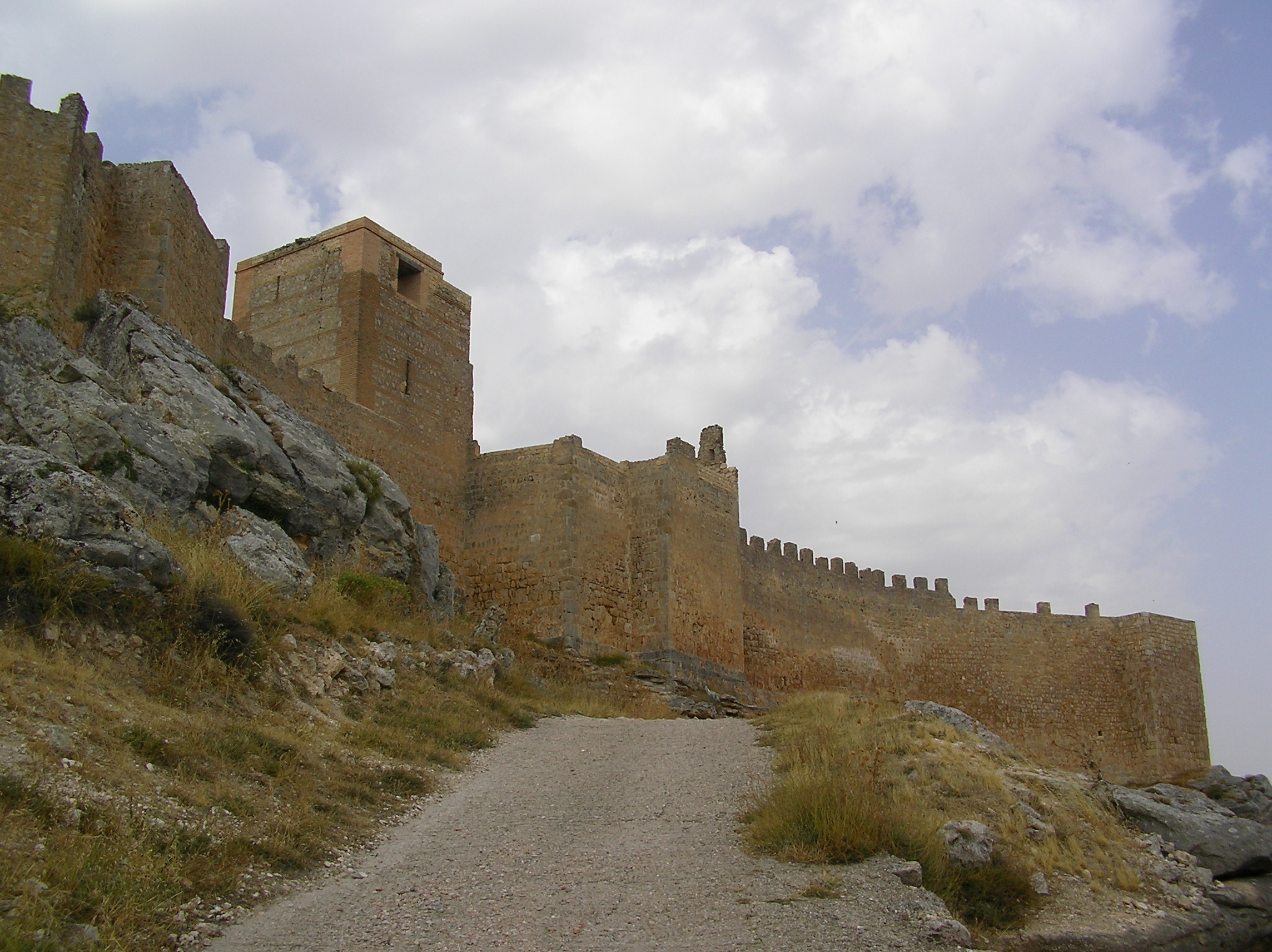
Вид на цитадель

Крепость Горма́с (исп. Castillo de Gormaz) — крепость, расположенная на территории автономного сообщества Кастилия и Леон (Испания). Памятник архитектуры раннего Средневековья.

## Расположение
Крепость расположена в 13 км к юго-востоку от города Бурго-де-Осма, в муниципалитете Гормас. Она лежит к северу от р. Дуэро, на высоте 100 м над уровнем реки.

## Архитектура
Сооружение простирается на 390 м в длину, имеет 28 башен (изначально была, по крайней мере, 31). Арка главных ворот выполнена в форме лошадиной подковы; её клинчатые камни расписаны белым и красным. Крепость снабжена двумя потернами, одна из которых также украшена небольшой аркой в форме подковы. Внутри размещены три михраба, обращённых к молельне на открытом воздухе; при их строительстве использовались римские сполии.
Крепость была восстановлена в XIV веке; от того времени сохранились руины двух ворот на южной стороне.

## История

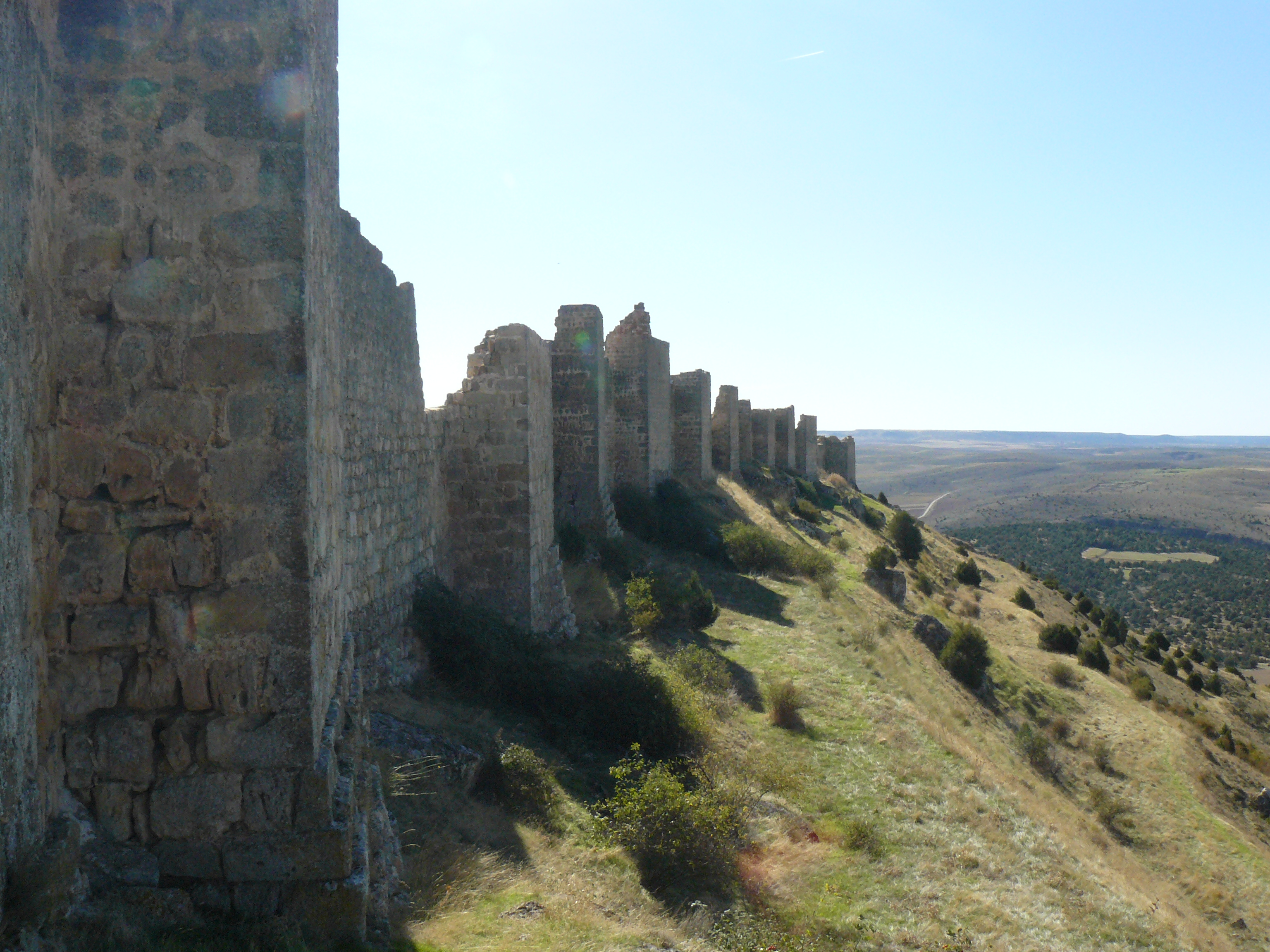
Вид на север от крепостных стен

Цитадель была воздвигнута вскоре после 756 года, по приказу эмира Кордовы Абд ар-Рахмана I. Она предназначалась для контроля над богатыми землевладельцами и крестьянами, так же как и для управления пограничными с Дуэро областями и защиты последних от христиан севера.
В 975 году граф Кастилии Гарсия Фернандес, совместно с королём Наварры Санчо II и королём Леона Рамиро III, осадил мусульманскую твердыню. Осаждавшие, однако, подверглись нападению Халиба — одного из лучших кордовских военачальников — от войск которого в итоге потерпели сокрушительное поражение.
Спустя три года, повторная попытка захвата крепости увенчалась успехом. Но уже в 983 году цитадель
была отвоёвана Аль-Мансуром и оставалась в руках мусульман до 1060 года, когда окончательно была покорена христианами под руководством Фердинанда I Великого. В 1087 году сеньором де Гормас стал Сид Кампеадор.
Именно в эту эпоху, у подножия цитадели был основан город Гормас.
Впоследствии стратегическое значение крепости уменьшилось. Некоторое время она использовалась в качестве тюрьмы.
С 1931 года является частью национального достояния Испании.